# White Shoes
Albums de Emmylou Harris
Last Date
(1982) The Ballad of Sally Rose
(1985)
White Shoes (1983) est un album de la chanteuse américaine de musique country et de country-rock, Emmylou Harris.

## Titres de l’album
1. "Drivin' Wheel" (T-Bone Burnett/Billy Swan) – 3:10
2. "Pledging My Love" (Don Robey/Fats Washington) – 3:00
3. "In My Dreams" (Paul Kennerley) – 3:15
4. "White Shoes" (Jack Tempchin) – 3:30
5. "On the Radio" (Giorgio Moroder/Donna Summer) – 5:11
6. "It's Only Rock 'n' Roll" (Rodney Crowell) – 2:55
7. "Diamonds Are a Girl's Best Friend" (Leo Robin/Jule Styne) – 3:39
8. "Good News" (Shirley Eikhard) – 3:52
9. "Baby, Better Start Turnin' 'Em Down" (Rodney Crowell) – 3:04
10. "Like an Old Fashioned Waltz" (Sandy Denny) – 3:11

## Musiciens
- Emmylou Harris - voix, guitare
- Brian Ahern - guitare, guitare basse, percussions, tambourin, voix
- Barbara Bennett - voix
- Michael Bowden - guitare basse
- Bonnie Bramlett - voix
- Tony Brown - piano, claviers
- T-Bone Burnett -guitare, percussions, voix
- Rodney Crowell - guitare, voix
- Hank DeVito - pedal steel guitare
- Shirley Eikhard - voix
- Steve Fishell - dobro, guitare
- Wayne Goodwin - guitare, mandoline, violon, saxophone
- Glen D. Hardin - piano, claviers
- Don Heffington - batterie
- Jim Horn - cor
- Donald Johnson - claviers, voix
- Keith Knudsen - batterie, voix
- John McFee - guitare, voix
- Bill Payne - synthétiseur, piano, claviers, voix
- Mickey Raphael - harmonica, voix
- Frank Reckard - guitare
- Barry & Holly Tashian - voix
- Barry Tashian - guitare
- John Ware - batterie